# Élections municipales de 2021 dans La Mitis
Pour un article plus général, voir Élections municipales de 2021 dans le Bas-Saint-Laurent.
Cet article concerne les élections municipales de 2021 dans le Bas-Saint-Laurent dans la municipalité régionale de comté de La Mitis.

## Grand-Métis
|             | Élection (2017)                                                                          | Dissolution (2021)                                                                                        | Élection (2021)                                                                                            |
| Maire       | Rodrigue Roy                                                                             | Rodrigue Roy                                                                                              | Marc-André Larrivée                                                                                        |
| Conseillers | Suzie Ouellet Philippe Carroll Jocelyn Fournier Denis Paquet Jacques Vachon Luc Fournier | Suzie Ouellet Philippe Carroll Jocelyn Fournier Lucienne Vignola Ouellet Jacques Vachon Raymond L'Arrivée | Suzie Ouellet Philippe Carroll Jocelyn Fournier Lucienne Vignola-Ouellet Jacques Vachon Aucune candidature |

| Candidats pour la mairie | Vote            | %               |
| ------------------------ | --------------- | --------------- |
| Marc-André Larrivée      | Sans opposition | Sans opposition |

- Élection par acclamation de Marc-André Larrivée après le désistement de l'ancien maire Rodrigue Roy.

| Candidats conseiller #1  | Vote            | %               |
| ------------------------ | --------------- | --------------- |
| Suzie Ouellet (Sortante) | Sans opposition | Sans opposition |

| Candidats conseiller #2    | Vote            | %               |
| -------------------------- | --------------- | --------------- |
| Philippe Carroll (Sortant) | Sans opposition | Sans opposition |

| Candidats conseiller #3    | Vote            | %               |
| -------------------------- | --------------- | --------------- |
| Jocelyn Fournier (Sortant) | Sans opposition | Sans opposition |

| Candidats conseiller #4             | Vote            | %               |
| ----------------------------------- | --------------- | --------------- |
| Lucienne Vignola-Ouellet (Sortante) | Sans opposition | Sans opposition |

| Candidats conseiller #5  | Vote            | %               |
| ------------------------ | --------------- | --------------- |
| Jacques Vachon (Sortant) | Sans opposition | Sans opposition |

| Candidats conseiller #6 | Vote | % |
| ----------------------- | ---- | - |
| Aucune candidature      |      |   |

- Élection sans opposition d'Anne-Marie Martel au poste de conseillère #6 le 28 novembre 2021[1].

| Candidats conseiller #6 | Vote            | %               |
| ----------------------- | --------------- | --------------- |
| Anne-Marie Martel       | Sans opposition | Sans opposition |

## La Rédemption
|             | Élection (2017)                                                                       | Dissolution (2021)                                                      | Élection (2021)                                                                            |
| Maire       | Sonia Bérubé                                                                          | Simon-Yvan Caron                                                        | Simon-Yvan Caron                                                                           |
| Conseillers | Steve Soucy Manon Landry André Fournier Raynald Bérubé Simon Chassé Myriam Morissette | Steve Soucy Manon Landry Vacant Raynald Bérubé Vacant Myriam Morissette | Marcel L'Italien Manon Dubé Nathalie Soucy Raynald Bérubé Germain Picard Myriam Morissette |

| Candidats pour la mairie   | Vote            | %               |
| -------------------------- | --------------- | --------------- |
| Simon-Yvan Caron (Sortant) | Sans opposition | Sans opposition |

| Candidats conseiller #1 | Vote            | %               |
| ----------------------- | --------------- | --------------- |
| Marcel L'Italien        | Sans opposition | Sans opposition |

| Candidats conseiller #2 | Vote | %     |
| ----------------------- | ---- | ----- |
| Manon Dubé              | 87   | 58,78 |
| Jean-Yves Deschênes     | 61   | 41,22 |

| Candidats conseiller #3 | Vote            | %               |
| ----------------------- | --------------- | --------------- |
| Nathalie Soucy          | Sans opposition | Sans opposition |

| Candidats conseiller #4  | Vote | %     |
| ------------------------ | ---- | ----- |
| Raynald Bérubé (Sortant) | 78   | 52,70 |
| Sabrina Dupont           | 70   | 47,30 |

| Candidats conseiller #5 | Vote | %     |
| ----------------------- | ---- | ----- |
| Germain Picard          | 113  | 75,33 |
| Annie Proulx            | 37   | 24,67 |

| Candidats conseiller #6      | Vote            | %               |
| ---------------------------- | --------------- | --------------- |
| Myriam Morissette (Sortante) | Sans opposition | Sans opposition |

## Les Hauteurs
|             | Élection (2017)                                                                                   | Dissolution (2021)                                                                                 | Élection (2021)                                                                                         |
| Maire       | Gitane Michaud                                                                                    | Gitane Michaud                                                                                     | Gitane Michaud                                                                                          |
| Conseillers | Étienne Bélanger Steeve Michaud Rachel Tardif François St-Laurent Jean-Rock Michaud Donald Lavoie | Emmanuel Bélanger Steeve Michaud Rachel Tardif François St-Laurent Jean-Rock Michaud Donald Lavoie | Mathieu Michaud Steeve Michaud Jason-Steeve Bernier François St-Laurent Jean-Rock Michaud Donald Lavoie |

| Taux de participation :                | Taux de participation :                | Taux de participation :                | Taux de participation :                | Taux de participation :                | 54,2 % |
| Nombre de votes valides :              | Nombre de votes valides :              | Nombre de votes valides :              | Nombre de votes valides :              | Nombre de votes valides :              | 207    |
| Nombre de votes rejetées à la mairie : | Nombre de votes rejetées à la mairie : | Nombre de votes rejetées à la mairie : | Nombre de votes rejetées à la mairie : | Nombre de votes rejetées à la mairie : | 5      |
| Nombre d'électeurs inscrits :          | Nombre d'électeurs inscrits :          | Nombre d'électeurs inscrits :          | Nombre d'électeurs inscrits :          | Nombre d'électeurs inscrits :          | 391    |

| Candidats pour la mairie  | Vote | %     |
| ------------------------- | ---- | ----- |
| Gitane Michaud (Sortante) | 138  | 66,67 |
| Styven Soucy              | 69   | 33,33 |

| Candidats conseiller #1     | Vote | %     |
| --------------------------- | ---- | ----- |
| Mathieu Michaud             | 139  | 66,51 |
| Emmanuel Bélanger (Sortant) | 70   | 33,49 |

| Candidats conseiller #2  | Vote | %     |
| ------------------------ | ---- | ----- |
| Steeve Michaud (Sortant) | 108  | 52,17 |
| Noel Lambert             | 99   | 47,83 |

| Candidats conseiller #3 | Vote | %     |
| ----------------------- | ---- | ----- |
| Jason-Steeve Bernier    | 191  | 91,83 |
| Serge Michaud           | 17   | 8,17  |

| Candidats conseiller #4                   | Vote | %     |
| ----------------------------------------- | ---- | ----- |
| François St-Laurent (Sortant)             | 162  | 77,88 |
| Rachel Tardif (Sortante d'un autre poste) | 46   | 22,12 |

| Candidats conseiller #5     | Vote | %     |
| --------------------------- | ---- | ----- |
| Jean-Rock Michaud (Sortant) | 130  | 63,11 |
| Nathalie Guimond            | 76   | 36,89 |

| Candidats conseiller #6 | Vote | %     |
| ----------------------- | ---- | ----- |
| Donald Lavoie (Sortant) | 103  | 50,99 |
| Nelson Claveau          | 99   | 49,01 |

- Démission de François St-Laurent, conseiller #4, avant la séance du 9 août 2022[2].

- Élection sans opposition de Sylvain Soucy au poste de conseiller #4 le 13 novembre 2022[3].

| Candidats conseiller #4 | Vote            | %               |
| ----------------------- | --------------- | --------------- |
| Sylvain Soucy           | Sans opposition | Sans opposition |

## Mont-Joli
|             | Élection (2017)                                                                    | Dissolution (2021)                                                                 | Élection (2021)                                                                    |
| Maire       | Martin Soucy                                                                       | Martin Soucy                                                                       | Martin Soucy                                                                       |
| Conseillers | Gilles Lavoie Annie Blais Robin Guy Jean-Pierre Labonté Alain Thibault Daniel Dubé | Gilles Lavoie Annie Blais Robin Guy Jean-Pierre Labonté Alain Thibault Daniel Dubé | Gilles Lavoie Annie Blais Robin Guy Jean-Pierre Labonté Alain Thibault Daniel Dubé |

| Candidats pour la mairie | Vote            | %               |
| ------------------------ | --------------- | --------------- |
| Marin Soucy (Sortant)    | Sans opposition | Sans opposition |

| Candidats district #1   | Vote | %     |
| ----------------------- | ---- | ----- |
| Gilles Lavoie (Sortant) | 177  | 67,05 |
| Mathieu Dubé            | 87   | 32,95 |

| Candidats district #2  | Vote            | %               |
| ---------------------- | --------------- | --------------- |
| Annie Blais (Sortante) | Sans opposition | Sans opposition |

| Candidats district #3 | Vote | %     |
| --------------------- | ---- | ----- |
| Robin Guy (Sortant)   | 248  | 76,07 |
| Jean-François Anctil  | 78   | 23,93 |

| Candidats district #4         | Vote | %     |
| ----------------------------- | ---- | ----- |
| Jean-Pierre Labonté (Sortant) | 119  | 56,67 |
| Susye Lévesque                | 91   | 43,33 |

| Candidats district #5    | Vote            | %               |
| ------------------------ | --------------- | --------------- |
| Alain Thibault (Sortant) | Sans opposition | Sans opposition |

| Candidats district #6 | Vote            | %               |
| --------------------- | --------------- | --------------- |
| Denis Dubé (Sortant)  | Sans opposition | Sans opposition |

## Métis-sur-Mer
|             | Élection (2017)                                                                        | Dissolution (2021)                                                                           | Élection (2021)                                                                              |
| Maire       | Carolle-Anne Dubé                                                                      | Carolle-Anne Dubé                                                                            | Jean-Pierre Pelletier                                                                        |
| Conseillers | Luc Hamelin Martine Bouchard Simon Brochu René Lepage Raynald Banville Rita D. Turriff | Luc Hamelin Martine Bouchard Simon Brochu Christopher Astle Raynald Banville Rita D. Turriff | Alexandre Tanguay Carmen Migneault Simon Brochu Christopher Astle Raynald Banville Tracy Sim |

| Taux de participation :                | Taux de participation :                | Taux de participation :                | Taux de participation :                | Taux de participation :                | 58,1 % |
| Nombre de votes valides :              | Nombre de votes valides :              | Nombre de votes valides :              | Nombre de votes valides :              | Nombre de votes valides :              | 336    |
| Nombre de votes rejetées à la mairie : | Nombre de votes rejetées à la mairie : | Nombre de votes rejetées à la mairie : | Nombre de votes rejetées à la mairie : | Nombre de votes rejetées à la mairie : | 7      |
| Nombre d'électeurs inscrits :          | Nombre d'électeurs inscrits :          | Nombre d'électeurs inscrits :          | Nombre d'électeurs inscrits :          | Nombre d'électeurs inscrits :          | 590    |

| Candidats pour la mairie     | Vote | %     |
| ---------------------------- | ---- | ----- |
| Jean-Pierre Pelletier        | 238  | 70,83 |
| Carolle-Anne Dubé (Sortante) | 98   | 29,17 |

| Candidats conseiller #1       | Vote | %     |
| ----------------------------- | ---- | ----- |
| Alexandre Tanguay             | 233  | 69,97 |
| Micheline Villemaire-Williams | 100  | 30,03 |

| Candidats conseiller #2 | Vote | %     |
| ----------------------- | ---- | ----- |
| Carmen Migneault        | 180  | 53,25 |
| Lynne Bruce             | 158  | 46,75 |

| Candidats conseiller #3 | Vote            | %               |
| ----------------------- | --------------- | --------------- |
| Simon Brochu (Sortant)  | Sans opposition | Sans opposition |

| Candidats conseiller #4     | Vote            | %               |
| --------------------------- | --------------- | --------------- |
| Christopher Astle (Sortant) | Sans opposition | Sans opposition |

| Candidats conseiller #5    | Vote            | %               |
| -------------------------- | --------------- | --------------- |
| Raynald Banville (Sortant) | Sans opposition | Sans opposition |

| Candidats conseiller #6 | Vote            | %               |
| ----------------------- | --------------- | --------------- |
| Tracy Sim               | Sans opposition | Sans opposition |

## Padoue
|             | Élection (2017)                                                                                 | Dissolution (2021)                                                                    | Élection (2021)                                                                                |
| Maire       | Gilles Laflamme                                                                                 | Gilles Laflamme                                                                       | Jennifer Laflamme                                                                              |
| Conseillers | Réjeanne Ouellet Clémence Lavoie Yannick Fortin Aucune candidature François Doré Bertrand Caron | Réjeanne Ouellet Clémence Lavoie Vacant Lucette Algerson François Doré Bertrand Caron | Aucune candidature Pierre Lévesque Marie-Eve Rioux Lucette Algerson Rock Bérubé Sonia Dussault |

| Taux de participation :                | Taux de participation :                | Taux de participation :                | Taux de participation :                | Taux de participation :                | 73,2 % |
| Nombre de votes valides :              | Nombre de votes valides :              | Nombre de votes valides :              | Nombre de votes valides :              | Nombre de votes valides :              | 162    |
| Nombre de votes rejetées à la mairie : | Nombre de votes rejetées à la mairie : | Nombre de votes rejetées à la mairie : | Nombre de votes rejetées à la mairie : | Nombre de votes rejetées à la mairie : | 2      |
| Nombre d'électeurs inscrits :          | Nombre d'électeurs inscrits :          | Nombre d'électeurs inscrits :          | Nombre d'électeurs inscrits :          | Nombre d'électeurs inscrits :          | 224    |

| Candidats pour la mairie                     | Vote | %     |
| -------------------------------------------- | ---- | ----- |
| Jennifer Laflamme                            | 118  | 72,84 |
| Réjeanne Ouellet (Sortante d'un autre poste) | 44   | 27,16 |

| Candidats conseiller #1 | Vote | % |
| ----------------------- | ---- | - |
| Aucune candidature      |      |   |

| Candidats conseiller #2 | Vote            | %               |
| ----------------------- | --------------- | --------------- |
| Pierre Lévesque         | Sans opposition | Sans opposition |

| Candidats conseiller #3 | Vote            | %               |
| ----------------------- | --------------- | --------------- |
| Marie-Eve Rioux         | Sans opposition | Sans opposition |

| Candidats conseiller #4     | Vote            | %               |
| --------------------------- | --------------- | --------------- |
| Lucette Algerson (Sortante) | Sans opposition | Sans opposition |

| Candidats conseiller #5 | Vote            | %               |
| ----------------------- | --------------- | --------------- |
| Rock Bérubé             | Sans opposition | Sans opposition |

| Candidats conseiller #6 | Vote            | %               |
| ----------------------- | --------------- | --------------- |
| Sonia Dussault          | Sans opposition | Sans opposition |

- Entrée de Martin Poisson au poste de conseiller #1 dès la séance du 4 avril 2022[4].

| Candidats conseiller #1 | Vote | %   |
| ----------------------- | ---- | --- |
| Martin Poisson          | n/d  | n/d |

- Démission de Lucette Algerson, conseillère #4, le 11 juillet 2022[5].

- Démission de Pierre Lévesque, conseiller #2, et de Rock Bérubé, conseiller #5, le 18 octobre 2022[6].

- Entrée en fonction de Guy Blanchette au poste de conseiller #2, de Mélanie Ouellet au poste de conseillère #4 et de Patrick Gaudreault au poste de conseiller #5 lors de la séance du 15 décembre 2022[7].

| Candidats conseiller #2 | Vote | %   |
| ----------------------- | ---- | --- |
| Guy Blanchette          | n/d  | n/d |

| Candidats conseiller #4 | Vote | %   |
| ----------------------- | ---- | --- |
| Mélanie Ouellet         | n/d  | n/d |

| Candidats conseiller #5 | Vote | %   |
| ----------------------- | ---- | --- |
| Patrick Gaudreault      | n/d  | n/d |

- Démission de Martin Poisson, conseiller #1, et de Marie-Ève Rioux, conseillère #3, le 31 janvier 2023[8].

- Démission de Jennifer Laflamme, mairesse, de Mélanie Ouellet, conseillère #4, et de Patrick Gaudreault, conseiller #5, entre mars et septembre 2023.

- Élection sans opposition de Patrick Gaudreault au poste de maire, de Yannick Caron au poste de conseiller #1, de Joël Desrosiers au poste de conseiller #3 et d'Isabelle Desrosiers-St-Laurent au poste de conseillère #4 le 29 octobre 2023[9].

| Candidats pour la mairie                      | Vote            | %               |
| --------------------------------------------- | --------------- | --------------- |
| Patrick Gaudreault (sortant d'un autre poste) | Sans opposition | Sans opposition |

| Candidats conseiller #1 | Vote            | %               |
| ----------------------- | --------------- | --------------- |
| Yannick Caron           | Sans opposition | Sans opposition |

| Candidats conseiller #3 | Vote            | %               |
| ----------------------- | --------------- | --------------- |
| Joël Desrosiers         | Sans opposition | Sans opposition |

| Candidats conseiller #4        | Vote            | %               |
| ------------------------------ | --------------- | --------------- |
| Isabelle Desrosiers-St-Laurent | Sans opposition | Sans opposition |

- Élection sans opposition de Pierre Lévesque au poste de conseiller #5 le 3 décembre 2023[10].

| Candidats conseiller #5 | Vote            | %               |
| ----------------------- | --------------- | --------------- |
| Pierre Lévesque         | Sans opposition | Sans opposition |

## Price
|             | Élection (2017)                                                                               | Dissolution (2021)                                                                          | Élection (2021)                                                                             |
| Maire       | Bruno Paradis                                                                                 | Bruno Paradis                                                                               | Bruno Paradis                                                                               |
| Conseillers | Nancy Banville Nancy Dubé Ghislain Michaud Michel Imbeault Mathieu Lajoie-Gagné Lise Lévesque | Nancy Banville Marie-Renée Savard Vacant Michel Imbeault Mathieu Lajoie-Gagné Lise Lévesque | Nancy Banville Marie-Renée Savard Frédéric Gagné Michel Imbeault René Roberge Lise Lévesque |

| Candidats pour la mairie | Vote            | %               |
| ------------------------ | --------------- | --------------- |
| Bruno Paradis (Sortant)  | Sans opposition | Sans opposition |

| Candidats conseiller #1  | Vote            | %               |
| ------------------------ | --------------- | --------------- |
| Nancy Banville (Sortant) | Sans opposition | Sans opposition |

| Candidats conseiller #2       | Vote            | %               |
| ----------------------------- | --------------- | --------------- |
| Marie-Renée Savard (Sortante) | Sans opposition | Sans opposition |

| Candidats conseiller #3 | Vote            | %               |
| ----------------------- | --------------- | --------------- |
| Frédéric Gagné          | Sans opposition | Sans opposition |

| Candidats conseiller #4   | Vote            | %               |
| ------------------------- | --------------- | --------------- |
| Michel Imbeault (Sortant) | Sans opposition | Sans opposition |

| Candidats conseiller #5        | Vote | %     |
| ------------------------------ | ---- | ----- |
| René Roberge                   | 141  | 62,95 |
| Mathieu Lajoie-Gagné (Sortant) | 83   | 37,05 |

| Candidats conseiller #6  | Vote            | %               |
| ------------------------ | --------------- | --------------- |
| Lise Lévesque (Sortante) | Sans opposition | Sans opposition |

- Démission de Michel Imbeault, conseiller #4, le 31 mai 2022[11].

- Entrée en fonction d'Annick Pelletier au poste de conseillère #4 dès la séance du 3 octobre 2022[12].

| Candidats conseiller #4 | Vote | %   |
| ----------------------- | ---- | --- |
| Annick Pelletier        | n/d  | n/d |

## Saint-Charles-Garnier
|             | Élection (2017)                                                                                      | Dissolution (2021)                                                                                 | Élection (2021)                                                                                    |
| Maire       | Jean-Pierre Bélanger                                                                                 | Jean-Pierre Bélanger                                                                               | Jean-Pierre Bélanger                                                                               |
| Conseillers | Bruno Roy Gérard-Philippe Desjardins André Blouin Rodrigue Ouellet Aucune candidature Gervais Parent | Bruno Roy Gérard-Philippe Desjardins André Blouin Rodrigue Ouellet Denis Blanchette Gervais Parent | Bruno Roy Gérard-Philippe Desjardins André Blouin Rodrigue Ouellet Denis Blanchette Gervais Parent |

| Taux de participation :                | Taux de participation :                | Taux de participation :                | Taux de participation :                | Taux de participation :                | 66,5 % |
| Nombre de votes valides :              | Nombre de votes valides :              | Nombre de votes valides :              | Nombre de votes valides :              | Nombre de votes valides :              | 167    |
| Nombre de votes rejetées à la mairie : | Nombre de votes rejetées à la mairie : | Nombre de votes rejetées à la mairie : | Nombre de votes rejetées à la mairie : | Nombre de votes rejetées à la mairie : | 2      |
| Nombre d'électeurs inscrits :          | Nombre d'électeurs inscrits :          | Nombre d'électeurs inscrits :          | Nombre d'électeurs inscrits :          | Nombre d'électeurs inscrits :          | 254    |

| Candidats pour la mairie       | Vote | %     |
| ------------------------------ | ---- | ----- |
| Jean-Pierre Bélanger (Sortant) | 138  | 82,63 |
| Josette Bouillon               | 29   | 17,37 |
| Taux de participation : 76,1 % |      |       |

| Candidats conseiller #1 | Vote | %     |
| ----------------------- | ---- | ----- |
| Bruno Roy (Sortant)     | 94   | 57,32 |
| Roberto Fortin          | 70   | 42,68 |

| Candidats conseiller #2              | Vote | %     |
| ------------------------------------ | ---- | ----- |
| Gérard-Philippe Desjardins (Sortant) | 129  | 80,63 |
| Harold Philibert                     | 31   | 19,38 |

| Candidats conseiller #3 | Vote | %     |
| ----------------------- | ---- | ----- |
| André Blouin (Sortant)  | 136  | 82,42 |
| Manon Banville          | 29   | 17,58 |

| Candidats conseiller #4    | Vote | %     |
| -------------------------- | ---- | ----- |
| Rodrigue Ouellet (Sortant) | 89   | 53,61 |
| Marie-Desneiges Michaud    | 77   | 46,39 |

| Candidats conseiller #5 | Vote | %     |
| ----------------------- | ---- | ----- |
| Réjean Blanchette       | 122  | 72,62 |
| Jonathan Michaud        | 46   | 27,38 |

| Candidats conseiller #6  | Vote | %     |
| ------------------------ | ---- | ----- |
| Gervais Parent (Sortant) | 137  | 82,53 |
| Jean Rock Michaud        | 29   | 17,47 |

- Démission de Réjean Blanchette, conseiller #5, officialisée lors de la séance du 14 avril 2023[13].

## Saint-Donat
|             | Élection (2017)                                                                 | Dissolution (2021)                                                               | Élection (2021)                                                                         |
| Maire       | André Lechasseur                                                                | André Lechasseur                                                                 | Pascal Rioux                                                                            |
| Conseillers | Étienne Rioux Jinny Bouchard Simon Côté Réjean Hallé Claude Gagnon Pascal Rioux | Étienne Rioux Jinny Bouchard Simon Côté Réjean Hallé Patrick Lavoie Pascal Rioux | Étienne Rioux Jinny Bouchard Simon Côté Ariane Sergerie Patrick Lavoie Anthony Rousseau |

| Candidats pour la mairie                | Vote            | %               |
| --------------------------------------- | --------------- | --------------- |
| Pascal Rioux (Sortant d'un autre poste) | Sans opposition | Sans opposition |

| Candidats conseiller #1 | Vote            | %               |
| ----------------------- | --------------- | --------------- |
| Étienne Rioux (Sortant) | Sans opposition | Sans opposition |

| Candidats conseiller #2   | Vote            | %               |
| ------------------------- | --------------- | --------------- |
| Jinny Bouchard (Sortante) | Sans opposition | Sans opposition |

| Candidats conseiller #3 | Vote            | %               |
| ----------------------- | --------------- | --------------- |
| Simon Côté (Sortant)    | Sans opposition | Sans opposition |

| Candidats conseiller #4 | Vote            | %               |
| ----------------------- | --------------- | --------------- |
| Ariane Sergerie         | Sans opposition | Sans opposition |

| Candidats conseiller #5  | Vote            | %               |
| ------------------------ | --------------- | --------------- |
| Patrick Lavoie (Sortant) | Sans opposition | Sans opposition |

| Candidats conseiller #6 | Vote            | %               |
| ----------------------- | --------------- | --------------- |
| Anthony Rousseau        | Sans opposition | Sans opposition |

- Départ de Jinny Bouchard, conseillère #2, en cours de mandat.

- Élection sans opposition de Claude Gagnon au poste de conseiller #2 le 24 juillet 2022[14].

| Candidats conseiller #2 | Vote            | %               |
| ----------------------- | --------------- | --------------- |
| Claude Gagnon           | Sans opposition | Sans opposition |

## Saint-Gabriel-de-Rimouski
|             | Élection (2017)                                                                                       | Dissolution (2021)                                                                                  | Élection (2021)                                                                                           |
| Maire       | Georges Deschênes                                                                                     | Georges Deschênes                                                                                   | Georges Deschênes                                                                                         |
| Conseillers | Sylvain Deschenes Aucune candidature Stéphane Deschênes Guillaume Lavoie Serge Fournier Bianca Gagnon | Sylvain Deschenes Étienne Lévesque Stéphane Deschênes Guillaume Lavoie Serge Fournier Bianca Gagnon | Sylvain Deschênes Étienne Lévesque Stéphane Deschênes Guillaume Lavoie Meggy Lévesque Parent Warren Soucy |

| Candidats pour la mairie    | Vote            | %               |
| --------------------------- | --------------- | --------------- |
| Georges Deschênes (Sortant) | Sans opposition | Sans opposition |

| Candidats conseiller #1     | Vote            | %               |
| --------------------------- | --------------- | --------------- |
| Sylvain Deschênes (Sortant) | Sans opposition | Sans opposition |

| Candidats conseiller #2    | Vote            | %               |
| -------------------------- | --------------- | --------------- |
| Étienne Lévesque (Sortant) | Sans opposition | Sans opposition |

| Candidats conseiller #3      | Vote            | %               |
| ---------------------------- | --------------- | --------------- |
| Stéphane Deschênes (Sortant) | Sans opposition | Sans opposition |

| Candidats conseiller #4    | Vote            | %               |
| -------------------------- | --------------- | --------------- |
| Guillaume Lavoie (Sortant) | Sans opposition | Sans opposition |

| Candidats conseiller #5  | Vote | %     |
| ------------------------ | ---- | ----- |
| Meggy Lévesque Parent    | 159  | 75,36 |
| Serge Fournier (Sortant) | 52   | 24,64 |

| Candidats conseiller #6 | Vote            | %               |
| ----------------------- | --------------- | --------------- |
| Warren Soucy            | Sans opposition | Sans opposition |

## Saint-Joseph-de-Lepage
|             | Élection (2017)                                                                                   | Dissolution (2021)                                                               | Élection (2021)                                                                                    |
| Maire       | Magella Roussel                                                                                   | Magella Roussel                                                                  | Magella Roussel                                                                                    |
| Conseillers | Ghislain Vignola Yann-Erick Pelletier Hugo Béland Josée Martin Myriam St-Laurent Jasmin Couturier | Sylvain Claveau Yann-Erick Pelletier Vacant Josée Martin Vacant Jasmin Couturier | Sylvain Claveau Francis Dompierre René Dagenais Josée Martin Francis Provost William Lévesque-Pagé |

| Taux de participation :                | Taux de participation :                | Taux de participation :                | Taux de participation :                | Taux de participation :                | 63,4 % |
| Nombre de votes valides :              | Nombre de votes valides :              | Nombre de votes valides :              | Nombre de votes valides :              | Nombre de votes valides :              | 300    |
| Nombre de votes rejetées à la mairie : | Nombre de votes rejetées à la mairie : | Nombre de votes rejetées à la mairie : | Nombre de votes rejetées à la mairie : | Nombre de votes rejetées à la mairie : | 3      |
| Nombre d'électeurs inscrits :          | Nombre d'électeurs inscrits :          | Nombre d'électeurs inscrits :          | Nombre d'électeurs inscrits :          | Nombre d'électeurs inscrits :          | 478    |

| Candidats pour la mairie  | Vote | %     |
| ------------------------- | ---- | ----- |
| Magella Roussel (Sortant) | 181  | 60,33 |
| Myriam St-Laurent         | 119  | 39,67 |

| Candidats conseiller #1   | Vote            | %               |
| ------------------------- | --------------- | --------------- |
| Sylvain Claveau (Sortant) | Sans opposition | Sans opposition |

| Candidats conseiller #2 | Vote            | %               |
| ----------------------- | --------------- | --------------- |
| Francis Dompierre       | Sans opposition | Sans opposition |

| Candidats conseiller #3 | Vote            | %               |
| ----------------------- | --------------- | --------------- |
| René Dagenais           | Sans opposition | Sans opposition |

| Candidats conseiller #4 | Vote            | %               |
| ----------------------- | --------------- | --------------- |
| Josée Martin (Sortante) | Sans opposition | Sans opposition |

| Candidats conseiller #5 | Vote            | %               |
| ----------------------- | --------------- | --------------- |
| Francis Provost         | Sans opposition | Sans opposition |

| Candidats conseiller #6 | Vote | %     |
| ----------------------- | ---- | ----- |
| William Lévesque-Pagé   | 179  | 63,93 |
| Hugo Béland             | 101  | 36,07 |

- Démission de René Dagenais, conseiller #3, le 7 février 2022[15].

- Entrée de Marc Lajoie au poste de conseiller #3 lors de la séance du 25 avril 2022[16].

| Candidats conseiller #3 | Vote | %   |
| ----------------------- | ---- | --- |
| Marc Lajoie             | n/d  | n/d |

- Démission de William Lévesque-Page, conseiller #6, le 2 juin 2022[17].

- Démission de Francis Provost, conseiller #5, le 4 juillet 2022[18].

- Élection sans opposition de Roger Bérubé au poste de conseiller #6 le 13 novembre 2022[19].

| Candidats conseiller #6 | Vote            | %               |
| ----------------------- | --------------- | --------------- |
| Roger Bérubé            | Sans opposition | Sans opposition |

- Entrée de Gervais Morissette au poste de conseiller #5 lors de la séance du 6 février 2023[20].

| Candidats conseiller #5 | Vote            | %               |
| ----------------------- | --------------- | --------------- |
| Gervais Morissette      | Sans opposition | Sans opposition |

## Saint-Octave-de-Métis
|             | Élection (2017)                                                                          | Dissolution (2021)                                                                       | Élection (2021)                                                                                 |
| Maire       | Martin Reid                                                                              | Martin Reid                                                                              | Maxime Richard-Dubé                                                                             |
| Conseillers | Sabrina Dubé Yolaine Michaud Frédéric Richard Dany Joseph Yvon Morissette Annie Fournier | Sabrina Dubé Yolaine Michaud Frédéric Richard Dany Joseph Yvon Morissette Annie Fournier | Sabrina Dubé Guylaine Corbin Christine Bélanger Maxim Blanchette Yvon Morissette Annie Fournier |

| Taux de participation :                | Taux de participation :                | Taux de participation :                | Taux de participation :                | Taux de participation :                | 71,5 % |
| Nombre de votes valides :              | Nombre de votes valides :              | Nombre de votes valides :              | Nombre de votes valides :              | Nombre de votes valides :              | 294    |
| Nombre de votes rejetées à la mairie : | Nombre de votes rejetées à la mairie : | Nombre de votes rejetées à la mairie : | Nombre de votes rejetées à la mairie : | Nombre de votes rejetées à la mairie : | 0      |
| Nombre d'électeurs inscrits :          | Nombre d'électeurs inscrits :          | Nombre d'électeurs inscrits :          | Nombre d'électeurs inscrits :          | Nombre d'électeurs inscrits :          | 411    |

| Candidats pour la mairie | Vote | %     |
| ------------------------ | ---- | ----- |
| Maxime Richard-Dubé      | 181  | 61,56 |
| Martin Reid (Sortant)    | 113  | 38,44 |

| Candidats conseiller #1 | Vote            | %               |
| ----------------------- | --------------- | --------------- |
| Sabrina Dubé (Sortante) | Sans opposition | Sans opposition |

| Candidats conseiller #2 | Vote            | %               |
| ----------------------- | --------------- | --------------- |
| Guylaine Corbin         | Sans opposition | Sans opposition |

| Candidats conseiller #3 | Vote            | %               |
| ----------------------- | --------------- | --------------- |
| Christine Bélanger      | Sans opposition | Sans opposition |

| Candidats conseiller #4 | Vote            | %               |
| ----------------------- | --------------- | --------------- |
| Maxim Blanchette        | Sans opposition | Sans opposition |

| Candidats conseiller #5   | Vote            | %               |
| ------------------------- | --------------- | --------------- |
| Yvon Morissette (Sortant) | Sans opposition | Sans opposition |

| Candidats conseiller #6   | Vote            | %               |
| ------------------------- | --------------- | --------------- |
| Annie Fournier (Sortante) | Sans opposition | Sans opposition |

- Démission de Christine Bélanger, conseillère #3, le 7 décembre 2022[21].

- Entrée au conseil de Steeve Ouellet au poste de conseiller #3 dès la séance du 3 avril 2023[22].

| Candidats conseiller #3 | Vote | %   |
| ----------------------- | ---- | --- |
| Steeve Ouellet          | n/d  | n/d |

## Sainte-Angèle-de-Mérici
|             | Élection (2017)                                                                                        | Dissolution (2021)                                                                           | Élection (2021)                                                                                      |
| Maire       | Michel Côté                                                                                            | Réginald Dionne                                                                              | Jimmy Valcourt                                                                                       |
| Conseillers | Dolorès Bélanger Myleine Gauthier Francine Bezeau Marie-France Dupont Réginald Dionne Stéphane St-Onge | Dolorès Bélanger Myleine Gauthier Francine Bezeau Marie-France Dupont Vacant Carole Ferraris | Jacques Pelletier Benoit Belanger François Fournier Marie-France Dupont Audrey Caron Carole Ferraris |

| Taux de participation :                | Taux de participation :                | Taux de participation :                | Taux de participation :                | Taux de participation :                | 50,1 % |
| Nombre de votes valides :              | Nombre de votes valides :              | Nombre de votes valides :              | Nombre de votes valides :              | Nombre de votes valides :              | 389    |
| Nombre de votes rejetées à la mairie : | Nombre de votes rejetées à la mairie : | Nombre de votes rejetées à la mairie : | Nombre de votes rejetées à la mairie : | Nombre de votes rejetées à la mairie : | 7      |
| Nombre d'électeurs inscrits :          | Nombre d'électeurs inscrits :          | Nombre d'électeurs inscrits :          | Nombre d'électeurs inscrits :          | Nombre d'électeurs inscrits :          | 791    |

| Candidats pour la mairie  | Vote | %     |
| ------------------------- | ---- | ----- |
| Jimmy Valcourt            | 355  | 91,26 |
| Réginald Dionne (Sortant) | 34   | 8,74  |

| Candidats conseiller #2     | Vote            | %               |
| --------------------------- | --------------- | --------------- |
| Myleine Gauthier (Sortante) | Sans opposition | Sans opposition |

| Candidats conseiller #3 | Vote | %     |
| ----------------------- | ---- | ----- |
| Benoit Belanger         | 264  | 70,40 |
| Gabriel Corriveau       | 111  | 29,60 |

| Candidats conseiller #4 | Vote | %     |
| ----------------------- | ---- | ----- |
| François Fournier       | 290  | 79,89 |
| Réjean Ouellet          | 73   | 20,11 |

| Candidats conseiller #5 | Vote            | %               |
| ----------------------- | --------------- | --------------- |
| Audrey Caron            | Sans opposition | Sans opposition |

| Candidats conseiller #6    | Vote            | %               |
| -------------------------- | --------------- | --------------- |
| Carole Ferraris (Sortante) | Sans opposition | Sans opposition |

- Avis de vacances du poste de conseiller #5, Audrey Caron, lors de la séance du 13 novembre 2023.

- Élection partielle au poste de conseiller #5 le 10 mars 2024.

## Sainte-Flavie
|             | Élection (2017)                                                                             | Dissolution (2021)                                                            | Élection (2021)                                                                                 |
| Maire       | Jean-François Fortin                                                                        | Jean-François Fortin                                                          | Jean-François Fortin                                                                            |
| Conseillers | Lynn Robitaille Louise Dubé Michel Hudon Agathe Lévesque Robin Boucher Rose-Marie Gallagher | Lynn Robitaille Louise Dubé Michel Hudon Agathe Lévesque Robin Boucher Vacant | Lynn Robitaille Jennie Fortier Michel Hudon Agathe Lévesque Robin Boucher Jean-François Paradis |

| Candidats pour la mairie       | Vote            | %               |
| ------------------------------ | --------------- | --------------- |
| Jean-François Fortin (Sortant) | Sans opposition | Sans opposition |

| Candidats conseiller #1    | Vote            | %               |
| -------------------------- | --------------- | --------------- |
| Lynn Robitaille (Sortante) | Sans opposition | Sans opposition |

| Candidats conseiller #2 | Vote            | %               |
| ----------------------- | --------------- | --------------- |
| Jennie Fortier          | Sans opposition | Sans opposition |

| Candidats conseiller #3 | Vote            | %               |
| ----------------------- | --------------- | --------------- |
| Michel Hudon (Sortant)  | Sans opposition | Sans opposition |

| Candidats conseiller #4   | Vote            | %               |
| ------------------------- | --------------- | --------------- |
| Agathe Lévesque (Sortant) | Sans opposition | Sans opposition |

| Candidats conseiller #5 | Vote            | %               |
| ----------------------- | --------------- | --------------- |
| Robin Boucher (Sortant) | Sans opposition | Sans opposition |

| Candidats conseiller #6 | Vote            | %               |
| ----------------------- | --------------- | --------------- |
| Jean-François Paradis   | Sans opposition | Sans opposition |

## Sainte-Jeanne-d'Arc
|             | Élection (2017)                                                                                 | Dissolution (2021)                                                                             | Élection (2021)                                                                    |
| Maire       | Maurice Chrétien                                                                                | Maurice Chrétien                                                                               | Michel Verrault                                                                    |
| Conseillers | Karène Langlois Michel Paris René Desrosiers Mathieu Pelletier David Pelletier Robert Labrecque | Karène Langlois Michel Paris René Desrosiers Mathieu Pelletier David Pelletier Michel Verrault | Raphaël Rioux Gervaise Lagacé Aucune candidature David Pelletier Mathieu Pelletier |

| Candidats pour la mairie                   | Vote            | %               |
| ------------------------------------------ | --------------- | --------------- |
| Michel Verrault (Sortant d'un autre poste) | Sans opposition | Sans opposition |

| Candidats conseiller #1 | Vote            | %               |
| ----------------------- | --------------- | --------------- |
| Raphaël Rioux           | Sans opposition | Sans opposition |

| Candidats conseiller #2 | Vote            | %               |
| ----------------------- | --------------- | --------------- |
| Gervaise Lagacé         | Sans opposition | Sans opposition |

| Candidats conseiller #3 | Vote | % |
| ----------------------- | ---- | - |
| Aucune candidature      |      |   |

| Candidats conseiller #4 | Vote | % |
| ----------------------- | ---- | - |
| Aucune candidature      |      |   |

| Candidats conseiller #5   | Vote            | %               |
| ------------------------- | --------------- | --------------- |
| David Pelletier (Sortant) | Sans opposition | Sans opposition |

| Candidats conseiller #6     | Vote            | %               |
| --------------------------- | --------------- | --------------- |
| Mathieu Pelletier (Sortant) | Sans opposition | Sans opposition |

- Élection de David Pineault Perreault au poste de conseiller #3 et d'Alexandre Chamberland au poste de conseiller #4 le 5 décembre 2021[23].

| Candidats conseiller #3  | Vote | %     |
| ------------------------ | ---- | ----- |
| David Pineault Perreault | 35   | 54,69 |
| Liselle Dufour           | 29   | 45,31 |
| Bulletins rejetés        | 1    |       |

| Candidats conseiller #4 | Vote | %     |
| ----------------------- | ---- | ----- |
| Alexandre Chamberland   | 52   | 83,87 |
| Michel Deschênes        | 10   | 16,13 |
| Bulletins rejetés       | 3    |       |

- Démission de Gervaise Lagacé, conseillère #2, le 1er avril 2022[24].

- Démission de Raphaël Rioux, conseiller #1, le 3 juin 2022[25].

- Entrée en poste de Jenny Larouche au poste de conseillère #1 et de Liselle Dufour au poste de conseillère #2 dès la séance du 3 octobre 2022[26].

| Candidats conseiller #1 | Vote | %   |
| ----------------------- | ---- | --- |
| Jenny Larouche          | n/d  | n/d |

| Candidats conseiller #2 | Vote | %   |
| ----------------------- | ---- | --- |
| Liselle Dufour          | n/d  | n/d |

- Départ d'Alexandre Chamberland, conseiller #4, après déclaration de vacances de son poste lors de la séance du 6 mars 2023[27].

- Départ de Jinny Larouche, conseillère #1, après déclaration de vacances de son poste à la suite d'une décision de la Commission municipale du Québec lors de la séance du 6 mars 2023[28].

- Élection de Jimmy Brodeur au poste de conseiller #1 le 4 juin 2023[29].

| Candidats conseiller #1 | Vote            | %               |
| ----------------------- | --------------- | --------------- |
| Jimmy Brodeur           | Sans opposition | Sans opposition |

- Élection de Michel Deschênes au poste de conseiller #4 le 10 décembre 2023[30].

| Candidats conseiller #4 | Vote            | %               |
| ----------------------- | --------------- | --------------- |
| Michel Deschênes        | Sans opposition | Sans opposition |

## Sainte-Luce
|             | Élection (2017)                                                                                   | Dissolution (2021)                                                                           | Élection (2021)                                                                        |
| Maire       | Maïté Blanchette Vézina                                                                           | Roch Vézina                                                                                  | Micheline Barriault                                                                    |
| Conseillers | Gaston Rioux Roch Vézina Stéphanie Gaudreault Karine Ayotte Micheline Barriault Rémi-Jocelyn Côté | Gaston Rioux Vacant Stéphanie Gaudreault Karine Ayotte Micheline Barriault Rémi-Jocelyn Côté | Ovila Soucy Sandra Bérubé Joël Gagnon Victor Carrier Rodrigue Saint-Laurent Marie Côté |

| Taux de participation :                | Taux de participation :                | Taux de participation :                | Taux de participation :                | Taux de participation :                | 38,4 % |
| Nombre de votes valides :              | Nombre de votes valides :              | Nombre de votes valides :              | Nombre de votes valides :              | Nombre de votes valides :              | 889    |
| Nombre de votes rejetées à la mairie : | Nombre de votes rejetées à la mairie : | Nombre de votes rejetées à la mairie : | Nombre de votes rejetées à la mairie : | Nombre de votes rejetées à la mairie : | 18     |
| Nombre d'électeurs inscrits :          | Nombre d'électeurs inscrits :          | Nombre d'électeurs inscrits :          | Nombre d'électeurs inscrits :          | Nombre d'électeurs inscrits :          | 2 360  |

| Candidats pour la mairie                        | Vote | %     |
| ----------------------------------------------- | ---- | ----- |
| Micheline Barriault (Sortante d'un autre poste) | 632  | 71,09 |
| Roch Vézina (Sortant)                           | 257  | 28,91 |

| Candidats district #1                       | Vote | %     |
| ------------------------------------------- | ---- | ----- |
| Ovila Soucy                                 | 54   | 50,00 |
| Sylvie Claveau                              | 54   | 50,00 |
| Égalite, Ovila Soucy élu par tirage au sort |      |       |

| Candidats district #2 | Vote            | %               |
| --------------------- | --------------- | --------------- |
| Sandra Bérubé         | Sans opposition | Sans opposition |

| Candidats district #3 | Vote | %     |
| --------------------- | ---- | ----- |
| Joël Gagnon           | 152  | 70,70 |
| Pierre Tourville      | 63   | 29,30 |

| Candidats district #4 | Vote | %     |
| --------------------- | ---- | ----- |
| Victor Carrier        | 118  | 74,21 |
| Nancy Carrier         | 41   | 25,79 |

| Candidats district #5  | Vote | %     |
| ---------------------- | ---- | ----- |
| Rodrigue Saint-Laurent | 89   | 74,79 |
| Kathy Laplante         | 30   | 25,21 |

| Candidats district #6 | Vote | %     |
| --------------------- | ---- | ----- |
| Mario Côté            | 81   | 59,12 |
| Anne A. Racine        | 56   | 40,88 |